# Nephelodes subnotata
Nephelodes subnotata là một loài bướm đêm trong họ Noctuidae.